# Barbie Fairytopia
Barbie: Fairytopia é um filme de animação computadorizada americano-canadense de 2005 lançado diretamente em DVD dirigido por Walter P. Martishius e Wii Lau. Este é o quinto filme da série Barbie de filmes animação por computador da Barbie, e o primeiro a ter um enredo original não baseado em material anterior. A trama é centrada em uma fada das flores sem asas chamada Elina, que deve salvar a terra de Fairytopia de uma fada do mal chamada Laverna. Foi lançado em 8 de março de 2005,e como nos filmes anteriores da Barbie, uma linha de brinquedos, bonecas e outros produtos foi feita e lançada em conjunto com o filme.
O filme conta com a voz de Kelly Sheridan,famosa dubladora, que dubla a protagonista da Barbie em todos os filmes da Barbie em CGI até o momento. Este filme é seguido por duas sequências: Barbie Fairytopia: Mermaidia e Barbie Fairytopia: Magic of the Rainbow, e dois spin-offs Barbie: Mariposa e Barbie: Mariposa & the Fairy Princess.

## Enredo
Elina é uma fada das flores que vive no reino de Fairytopia com seu puffball, Bibble. Ao contrário de todas as outras fadas, Elina não tem asas, o que muitas vezes é ridicularizado. Elina e seu amigo Dandelion são avisados de que sua fada guardiã, Topaz, supostamente foi sequestrada. Elina retorna para sua casa de flores, Peony, sem acreditar.
Na verdade, Topaz realmente foi sequestrado por Laverna, a irmã gêmea do benevolente governante de Fairytopia, a Feiticeira. Laverna revela que envenenou sua irmã e planeja sequestrar todos os guardiões das fadas, enquanto seus asseclas espalham sua fórmula secreta por toda Fairytopia, o que enfraquece todas as criaturas voadoras. Sem outras opções, os habitantes de Fairytopia se voltarão para Laverna em busca de uma cura e coroarão sua rainha como resultado.
De manhã, Elina e Bibble acordam para ver que Peony, assim como todas as outras casas de fadas na campina, estão doentes com a fórmula de Laverna. Elina, Dandelion e Bibble decidem procurar o guardião mais próximo, Azura. Ao entrar em uma floresta, Dandelion respira um pouco da fórmula de Laverna e é forçado a voltar para casa quando fica muito fraca para voar.
Elina e Bibble são rejeitadas quando pedem para ver Azura. Elina foge para a casa de Azura, onde é descoberta pela própria Azura. Vendo um arco-íris nos olhos de Elina, Azura os convida a entrar. Ela explica que o arco-íris nos olhos de Elina significa que ela está destinada a grandes coisas, o que Elina rejeita. Azura diz a ela que toda Fairytopia está em apuros por causa de Laverna e pela manhã ela partirá para falar com uma dríade chamada Dahlia, uma ex-seguidora de Laverna. Ela então pede a Elina para cuidar de seu colar mágico.
De manhã, quando Azura está para partir, ela é sequestrada por um fungo, um dos capangas de Laverna. Elina acorda e é acusada de ser a responsável pelo desaparecimento de Azura, mas é resgatada por Hue, uma grande borboleta. No covil de Laverna, os Fungos chegam com Azura, mas Laverna fica furiosa quando descobre que seu colar está faltando. Os Fungis dizem a Laverna que uma fada sem asas o tinha. Percebendo que uma fada sem asas não seria afetada por sua fórmula, Laverna ordena aos Fungos que encontrem Elina.
Hue e Elina são perseguidos pelos pássaros de fogo de Laverna. Eles conseguem evitá-los quando o príncipe sereia, Nalu, lhes dá algas que lhes permitem respirar debaixo d'água. Quando o grupo finalmente chega à casa de Dahlia, ela fica relutante em ajudar, pois os outros guardiões desconfiavam dela, mas Elina a convence a fazer a coisa certa. Dahlia conta a Elina que, quando ela saiu, Laverna havia criado um dispositivo para sugar os poderes dos colares dos guardiões das fadas e transferi-los para si mesma, afirmando que o "ponto de união" seria sua fraqueza.
O grupo chega ao covil de Laverna, planejando entrar e encontrar o ponto de união, mas Elina insiste em ir sozinha porque está com o colar de Azura. Enquanto seus amigos causam uma distração, Elina consegue entrar. Elina encontra os guardiões e seus amigos, capturados pelos Fungos. Laverna concorda em deixá-los ir se Elina devolver o colar de Azura, que ela recusa, ao que Laverna nota o arco-íris em seu olho. Laverna promete que pode dar asas a Elina em troca da devolução do colar de Azura. Hipnotizada, Elina caminha em direção a Azura com o colar. O ponto de união, que é um cristal embutido no trono de Laverna, começa a absorver o poder dos colares dos guardiões. No momento em que Elina está prestes a devolver o colar, as palavras de Azura a alcançam e ela sai de seu transe. Rejeitando a oferta de Laverna, Elina arremessa o colar no ponto de união, estilhaçando-o. Os poderes dos guardiões dominam Laverna e ela desaparece.
De volta ao Magic Meadow, as fadas e as flores são curadas. Elina e seus amigos são visitados pela Feiticeira recuperada. Ela agradece Elina e seus amigos por salvar a todos e recompensa-a com seu próprio colar mágico. O colar magicamente concede a Elina seu próprio par de asas. Muito feliz, Elina e suas amigas vão voar juntas.

## Personagens
- Elina - A principal protagonista. As outras fadas zombam dela porque ela não tem asas, mas ela tem um arco-íris nos olhos, o que é um sinal que indica seu destino para grandes coisas. Ela é dublada por Kelly Sheridan.
- Bibble - bibble é um puffball roxo e verde água, fiel companheiro da Barbie no filme Fairytopia. Fala um idioma particular, de sons próprios e gestos.
- Dandelion - o melhor amigo de Elina. Ela é dublada por Tabitha St. Germain.
- Topázio - um dos sete guardiões. Ela foi a primeira a ser capturada. Sua cor é laranja. Nomeado após o mineral Topázio. Ela também é dublada por Tabitha St. Germain.
- Ruby - Um dos sete guardiões. Ele foi o segundo a ser capturado depois de Topázio. Sua cor é vermelha. Nomeado após o mineral Ruby. Ele é dublado por Scott McNeil.
- Azura - Um dos sete guardiões e governante da região da Cidade das Fadas. Ela dá a Elina seu colar antes de ser capturada. Sua cor é azul. Nomeado após o mineral Azure também conhecido como Azurite. Ela é dublada por Venus Terzo.
- Hue - Uma borboleta gigante que ajuda Elina em sua jornada. Ele é dublado por Mark Oliver.
- Laverna - Irmã da Feiticeira e principal antagonista. Ela é dublada por  Kathleen Barr.
- Príncipe Nalu - Merprince da Mermaidia. Ele é dublado por Alessandro Juliani.
- A Feiticeira - A Rainha de Fairytopia. Ela é dublada por Nancy Sorel.
- Dahlia - uma dríade que também ajuda Elina em sua jornada. Ela é dublada por Chiara Zanni.

## Elenco de voz
- Kelly Sheridan como Elina & Mermaid #2
- Lee Tockar como Bibble, Fungus & Happy Trolls
- Tabitha St. Germain como Dandelion, Topaz & Mermaid #1
- Kathleen Barr como Laverna, Pixie #2 & Pixie #4
- Venus Terzo como Azura
- Chiara Zanni como Dahlia & Pixie #3
- Mark Oliver como Hue
- Alessandro Juliani como Prince Kai (Nalu)
- Micheal Dobson como Quill & Amethyst
- Scott McNeil como Ruby
- Brian Drummond como Larkspur
- Britt McKillip como Pixie #1
- Nancy Sorel como Pixie #5 & Enchantress